# Le Spectacle du Palais des sports 1980
Albums de Dalida
Eté 80
(1980) Olympia 81 (Dalida)
(1981)
Le Spectacle du Palais des sports 1980 est le titre du quatrième album live de Dalida.
Ce double album présente la quasi-intégralité du spectacle que la chanteuse a donné du 5 au 20 janvier 1980 au Palais des sports de Paris.
C'est le troisième album paru chez Carrère au cours de l'année 1980.

## Face A
- Intro (in the stone)
- Je suis toutes les femmes
- Le lambeth walk
- Comme disait Mistinguett
- Alabama song
- La vie en rose
- Quand on n'a que l'amour

## Face B
- Sketch : le paravent de Dalida
- Il faut danser reggae
- Gigi l'amoroso
- Gigi in paradisco

## Face C
- Mon frère le soleil
- Avec le temps
- Salma ya salama (en égyptien)
- Monday Tuesday (laissez-moi danser)
- Money, Money

## Face D
- Il venait d'avoir 18 ans
- Je suis malade
- Ca me fait rêver

En 1993, Orlando commercialisera un coffret regroupant les quatre concerts commercialisés en vinyle. À cette occasion, certains des concerts bénéficieront de chansons bonus qui avaient été enregistrées mais n'apparaissaient pas sur les albums. Pour ce concert, l'enregistrement de Pour ne pas vivre seul retrouve sa place dans le track listing original du show, derrière Je suis toutes les femmes.